# Roy Nissany
Roy Nissany (en hébreu, רוי ניסני), né le 30 novembre 1994 à Tel-Aviv-Jaffa, en Israël, est un pilote automobile possédant la double nationalité franco-israélienne et pilotant avec une licence israélienne. Il est pilote de réserve de Williams F1 Team en 2020. Il est le fils de Chanoch Nissany, modeste pilote automobile.

## Biographie

### Karting et débuts en monoplace (2004-2012)

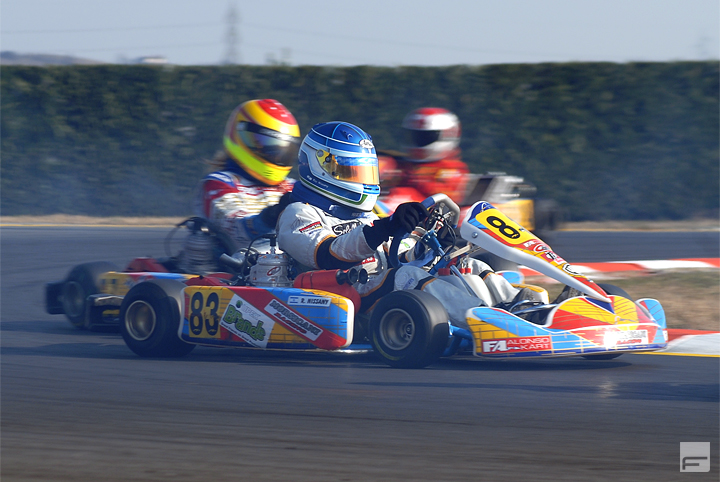
Roy Nissany en karting en 2008.

Fils de Chanoch Nissany, éphémère pilote d'essais Minardi, Roy Nissany baigne dans le sport automobile très tôt et dispute ses premières compétitions en karting en Hongrie en 2004, où travaillait son père. Il court en karting jusqu'en 2009 mais ne remporte aucun titre.
Il fait ses débuts en monoplace en 2010 en Formula Lista Junior et termine 8e du championnat. Il décroche sa première pole position lors de la dernière course de la saison, à Monza.
En 2011, il se dirige en Allemagne et prend part à la saison d'ADAC Formel Masters. Avec l'écurie Mücke Motorsport, il monte sur la 3e marche du podium dès la première course sur le Motorsport Arena Oschersleben, et une deuxième fois sur le Nürburgring. Il se classe 11e du championnat tandis que le titre revient à Pascal Wehrlein. Il poursuit sur sa lancée en 2012 et décroche sa première victoire (qui sera son unique podium) sur le Red Bull Ring. Roy Nissany termine à la 9e place du championnat.

### Championnat d'Europe de Formule 3 et premiers pas en Formule 1 (2013-2014)

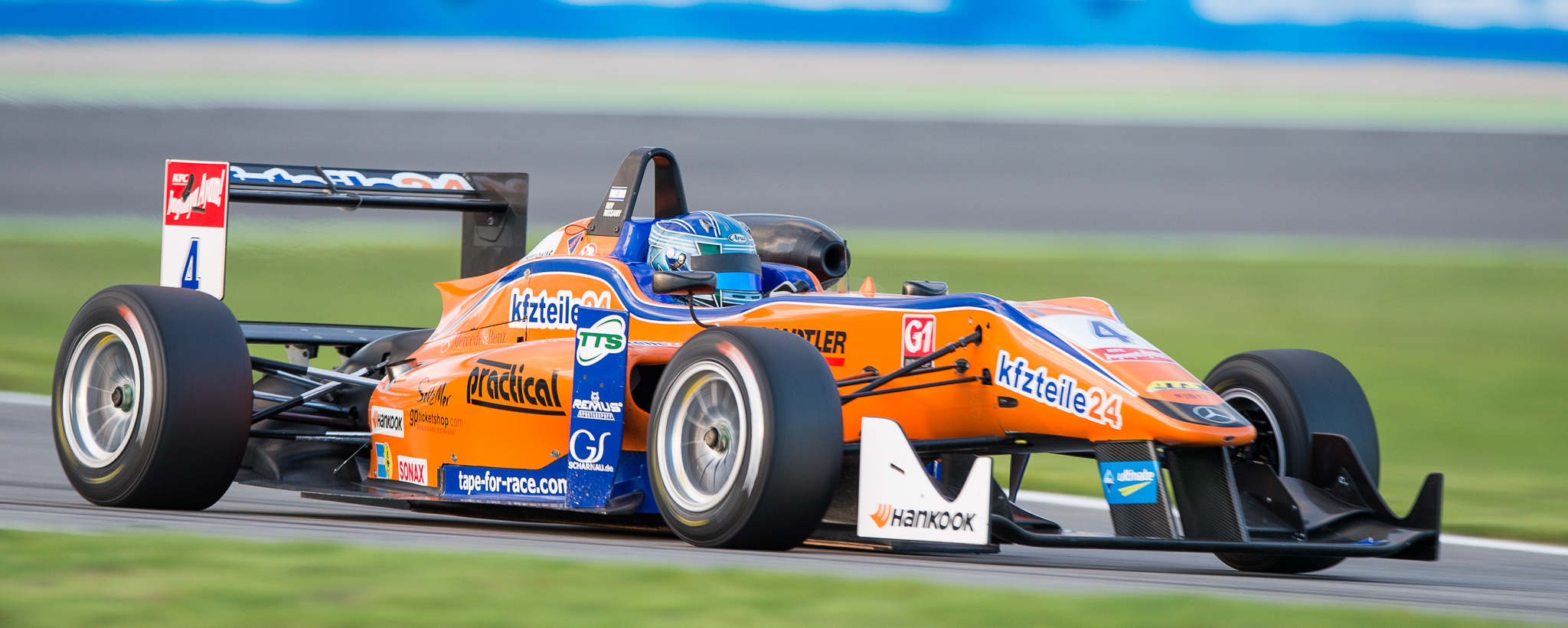
Roy Nissany en Formule 3 européenne en 2014 à Hockenheim.

À 18 ans, Roy Nissany fait ses débuts dans le championnat d'Europe de Formule 3 en 2013, toujours avec l'écurie Mücke Motorsport. Il prend part à toutes les courses du championnat mais ne rentre que quatre fois dans les points, à Silverstone et à Spielberg. Avec onze points, il se classe 22e du championnat.
Il continue avec l'écurie allemande en 2014 et améliore ses résultats. Il inscrit des points à cinq reprises et obtient une 6e place sur le Nürburgring comme meilleur résultat. Il se classe 17e du championnat avec 26 points. En fin d'année, Sauber l'invite à participer à des essais sur le circuit Ricardo Tormo à Valence
. Il prend le volant de la Sauber C31 de 2012 et dispute 99 tours.

### Formula Renault 3.5 Series et Formule V8 3.5 (2015-2017)

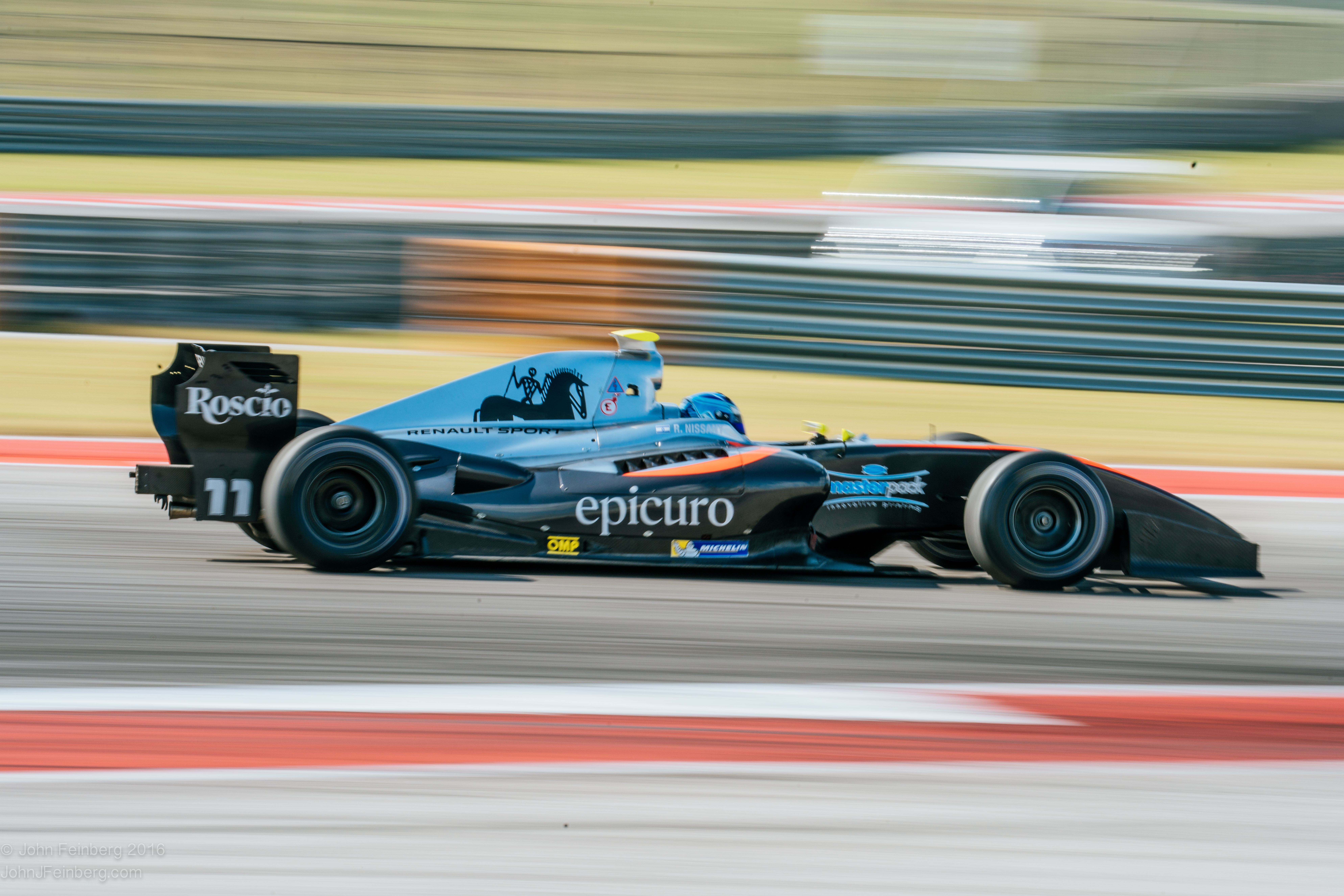
Roy Nissany en Formule V8 3.5 Series en 2017 à Austin.

Roy Nissany rejoint ensuite Tech 1 Racing en Formula Renault 3.5 Series en 2015 aux côtés d'Aurélien Panis. Sa première saison est difficile et il ne rentre que cinq fois dans les points, avec toutefois un podium sur le Red Bull Ring. Panis, avec une 5e place comme meilleur résultat, se classe 12e avec 42 points et Nissany est 13e avec 27 points.
Renault Sport arrête l'organisation du championnat en fin d'année et la discipline se nomme désormais Formule V8 3.5. Nissany rejoint Lotus et est associé à l'autrichien René Binder. Il inscrit des points lors des trois premières courses et obtient une 2e place au Hungaroring, avant de subir un double-abandon sur la pluie à Spa-Francorchamps. Sur le circuit Paul-Ricard, il s'élance pour la première fois en pole position et obtient deux autres 2e places, tandis qu'il s'impose lors des deux courses à Silverstone, avec les deux meilleurs tours. À Monza, il s'élance depuis la pole lors des deux courses, signe les deux meilleurs tours, mais ne s'impose que le samedi, et termine 6e le dimanche. Lors de la dernière course de l'année, à Barcelone, il obtient un dernier podium, ce qui lui permet de remonter à la 4e place du classement final, avec 189 points.
Roy Nissany rejoint RP Motorsport en 2017 et monte sur son premier podium de la saison à Silverstone, en finissant 3e lors de la course 2. Il s'impose pour la première fois à Jerez, et ne retrouve le podium que lors de l'avant-dernière course de la saison à Bahreïn. Grâce à sa régularité, il se classe 5e du championnat, à égalité de points avec René Binder mais derrière lui au nombre de victoires.

### Ascension en Formule 2 et essais en Formule 1 (depuis 2018)
En 2018, Roy Nissany rejoint le championnat de Formule 2, au sein de l'écurie Campos Racing. Après une première partie de saison très difficile, il inscrit son premier et unique point de l'année à Spa-Francorchamps. Il est remplacé avant la fin de la saison par Roberto Merhi, à partir de Sotchi. Nissany se classe 22e du championnat tandis que Luca Ghiotto, son équipier, termine 8e.
En fin d'année 2019, après une année loin des circuits, Roy Nissany participe aux essais de Formule 1 pour le compte de Williams F1 Team, et de Formule 2 avec Trident à Yas Marina. Il devient le pilote d'essais officiel de l'équipe britannique pour la saison 2020 de Formule 1, devant participer à trois séances d'essais libres, en parallèle d'un programme en Formule 2 chez Trident. Il domine légèrement son équipier Marino Sato et marque un point dès la première course de l'année en Autriche, puis quatre autres en Belgique. Il termine 19e du championnat avec cinq points. Dans le même temps, comme prévu, Roy Nissany apparaît à trois reprises en essais libres au volant de la Williams FW43, lors des Grands Prix d'Espagne, d'Italie et de Bahreïn.
En 2021, il change d'écurie et se tourne vers DAMS où il fait équipe avec Marcus Armstrong, membre de la Ferrari Driver Academy. Lors de la deuxième manche disputée à Monaco, il réalise son meilleur week-end depuis ses débuts dans la discipline avec une troisième place lors de la première course sprint et deux autres points inscrits le lendemain lors de la course principale. 
En 2023, il rejoint PHM Racing by Charouz et ne marque  aucun point.

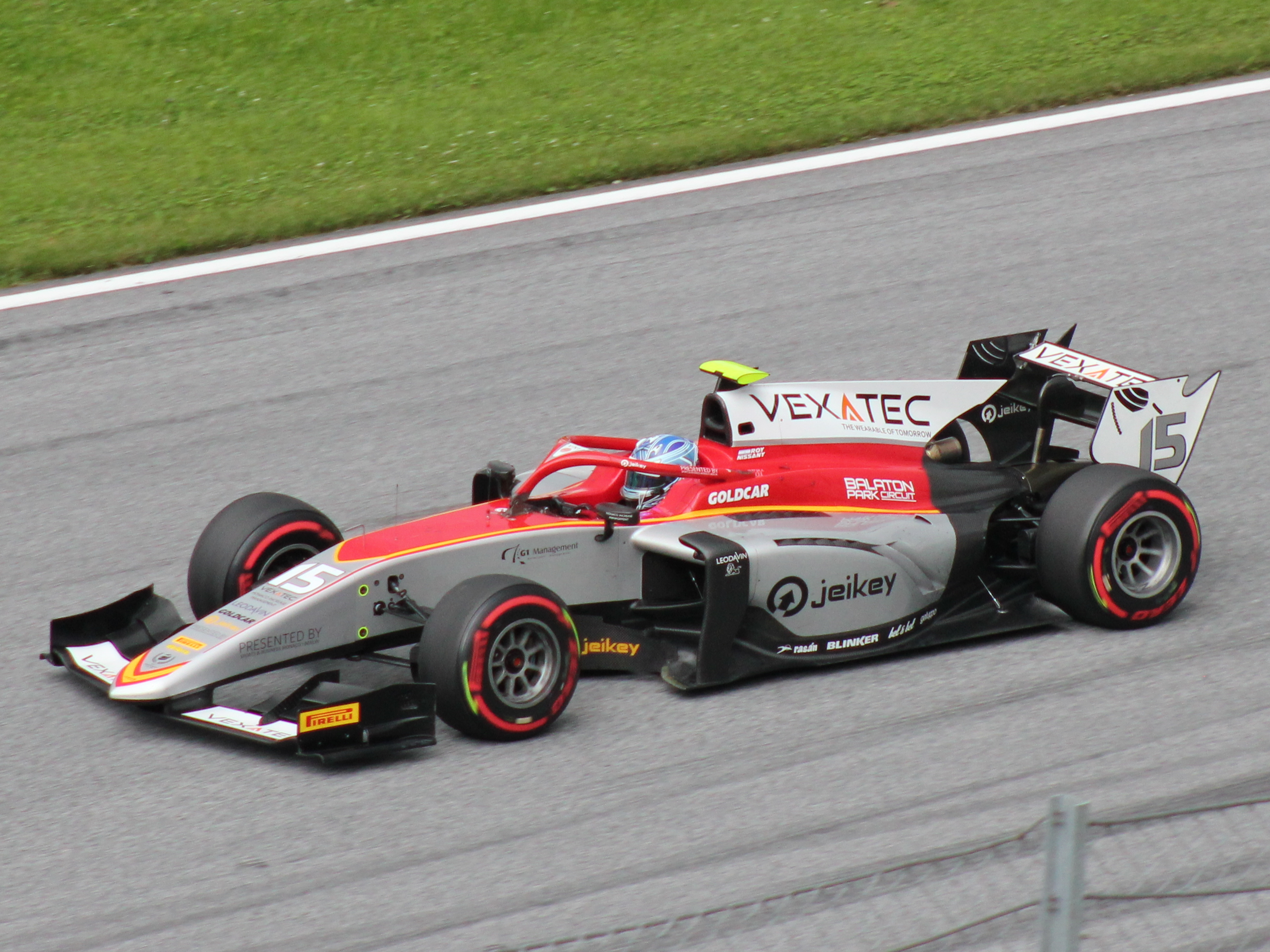
Roy Nissany en Formule 2 en 2018 sur le Red Bull Ring
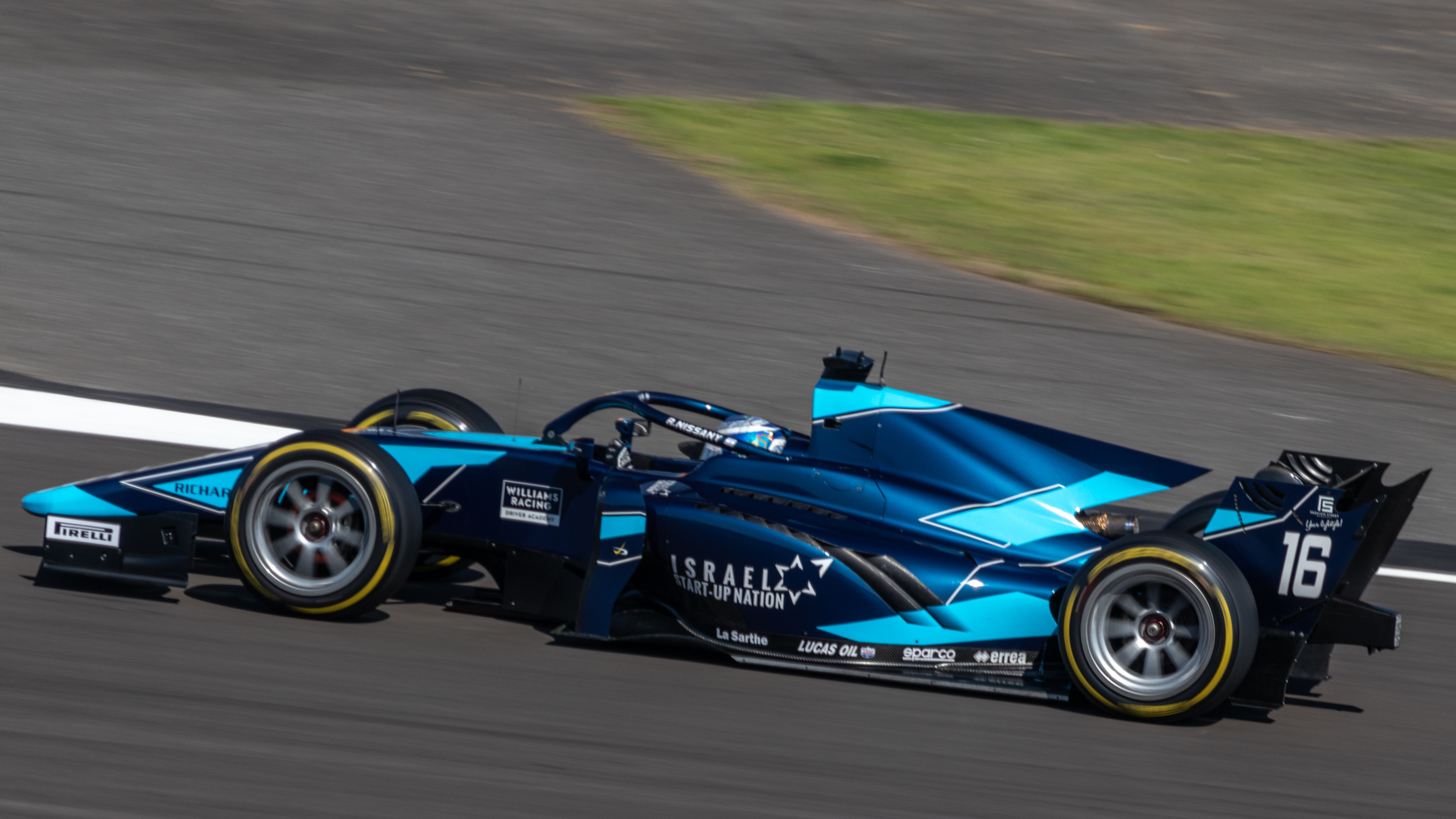
Roy Nissany en Formule 2 en 2021 à Silverstone
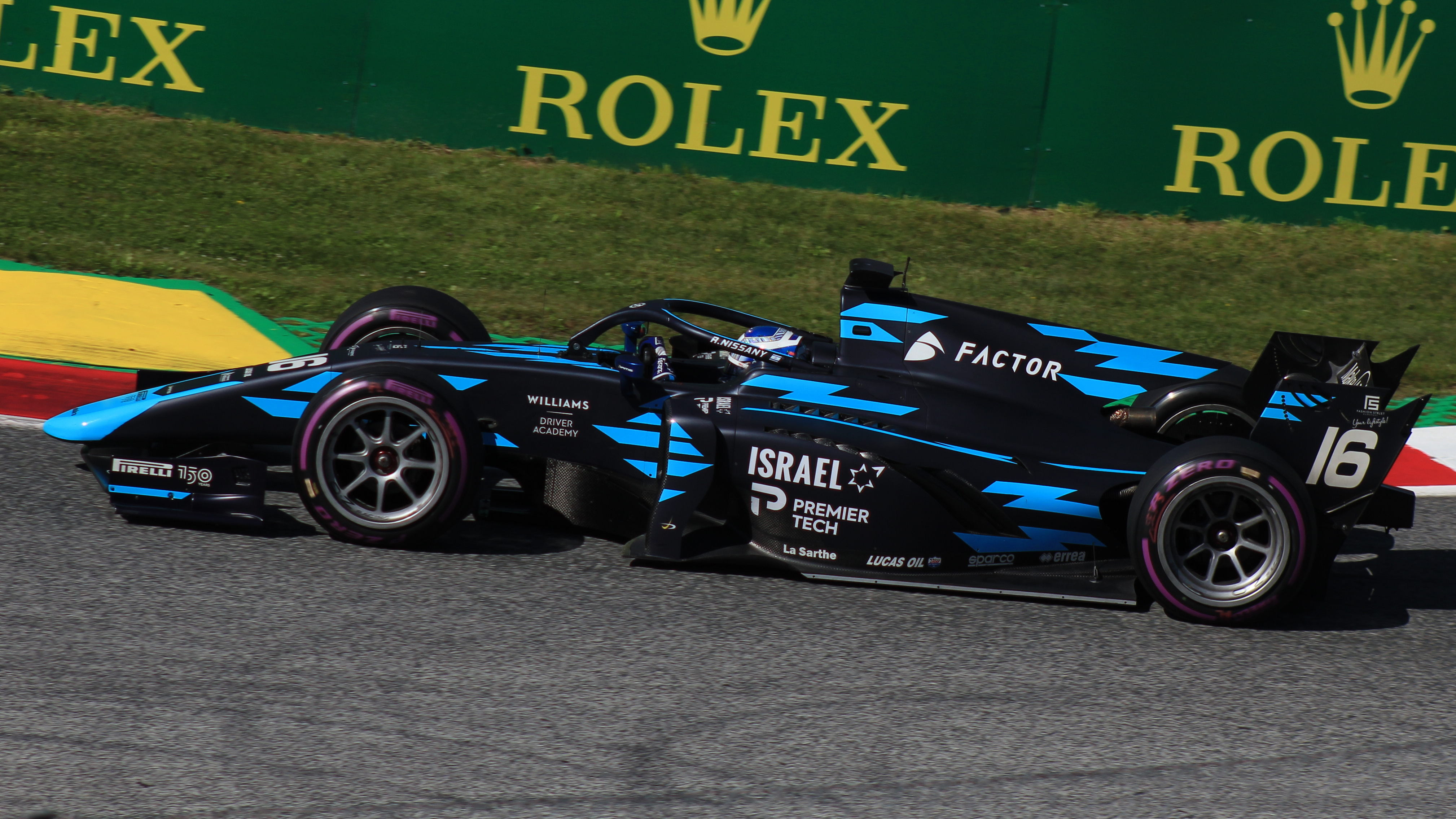
Roy Nissany en Formule 2 en 2022 sur le Red Bull Ring
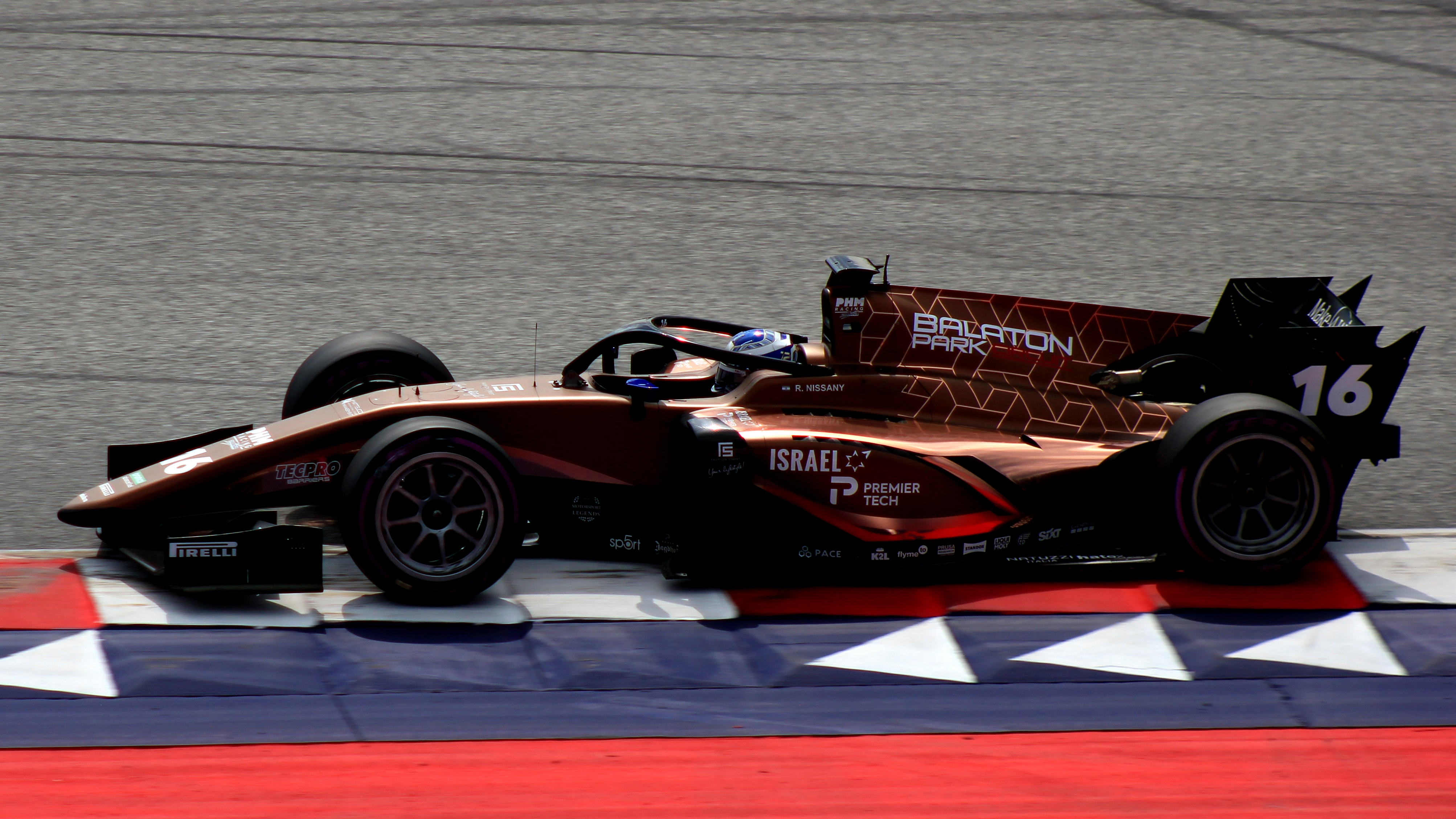
Roy Nissany en Formule 2 en 2023 sur le Red Bull Ring

## Carrière

### Résultats en monoplace
| Saison | Championnat                       | Écurie                | Courses         | Victoires       | Pole positions  | Meilleurs tours | Podiums         | Points          | Classement      |
| ------ | --------------------------------- | --------------------- | --------------- | --------------- | --------------- | --------------- | --------------- | --------------- | --------------- |
| 2010   | Formula Lista Junior              | Daltec Racing         | 12              | 0               | 1               | 1               | 0               | 43              | 8e              |
| 2011   | ADAC Formel Masters               | Mücke Motorsport      | 24              | 0               | 0               | 0               | 2               | 81              | 11e             |
| 2012   | ADAC Formel Masters               | Mücke Motorsport      | 23              | 1               | 0               | 0               | 1               | 98              | 9e              |
| 2013   | Championnat d'Europe de Formule 3 | Mücke Motorsport      | 30              | 0               | 0               | 0               | 0               | 11              | 22e             |
| 2014   | Championnat d'Europe de Formule 3 | Mücke Motorsport      | 33              | 0               | 0               | 0               | 0               | 26              | 17e             |
| 2015   | Formula Renault 3.5 Series        | Tech 1 Racing         | 17              | 0               | 0               | 0               | 1               | 27              | 13e             |
| 2016   | Formule V8 3.5                    | Lotus                 | 18              | 3               | 3               | 5               | 5               | 189             | 4e              |
| 2017   | Formule V8 3.5                    | RP Motorsport         | 18              | 1               | 0               | 2               | 6               | 201             | 5e              |
| 2018   | Formule 2                         | Campos Vexatec Racing | 20              | 0               | 0               | 0               | 0               | 1               | 22e             |
| 2020   | Formule 2                         | Trident               | 24              | 0               | 0               | 2               | 0               | 5               | 19e             |
| 2020   | Formule 1                         | Williams              | Pilote d'essais | Pilote d'essais | Pilote d'essais | Pilote d'essais | Pilote d'essais | Pilote d'essais | Pilote d'essais |
| 2021   | Formule 3 asiatique               | Hitech Grand Prix     | 15              | 0               | 0               | 0               | 2               | 99              | 5e              |
| 2021   | Formule 2                         | DAMS                  | 23              | 0               | 0               | 1               | 1               | 16              | 16e             |
| 2021   | Formule 1                         | Williams              | Pilote d'essais | Pilote d'essais | Pilote d'essais | Pilote d'essais | Pilote d'essais | Pilote d'essais | Pilote d'essais |
| 2022   | Formule 2                         | DAMS                  | 26              | 0               | 0               | 0               | 0               | 20              | 19e             |
| 2023   | Formule 2                         | PHM Racing by Charouz | 26              | 0               | 0               | 0               | 0               | 0               | 21e             |